# Vyjayanthimala
Vyjayanthimala Bali (13 de agosto de 1936), también conocida por el monopseudónimo Vyjayanthimala, es una actriz cinematográfica de la India, bailarina de danza bharatanatyam, cantante carnática, coreógrafa de danza, jugadora de golf y parlamentaria. 
Vyjayanthimala fue una de las más grandes estrellas de Bollywood en una carrera que duró casi dos décadas. También fue la primera actriz india del sur para convertirse en una estrella nacional y dejó el "camino pavimentado" para las otras actrices de India del Sur, tales como Waheeda Rehman, Hema Malini, Rekha, Sridevi, Jaya Prada, Meenakshi Seshadri, Aishwarya Rai, Vidya Balan y Asin a la incursión en Bollywood. Vyjayanthimala es también una consumada bailarina y fue una de las introductoras del semiclásico baile de Bollywood. Sus números de baile en sus películas posteriores le habían ganado el título de "Twinkle Toes". Ella también fue mencionada como una de las primeras mujeres superestrellas del cine hindi y era conocida como "La Actriz Numero Uno", junto con Hema Malini, Rekha, Sridevi y Madhuri Dix por su "ilustre carrera en la década de 1950 y 1960".

## Filmografía notable
| Año  | Filme               | Persoanje                            | Lenguaje | Notas y premios                                             |
| ---- | ------------------- | ------------------------------------ | -------- | ----------------------------------------------------------- |
| 1949 | Vazhkai             | Mohana Sivashankaralingam            | Tamil    |                                                             |
| 1950 | Jeevitham           | Mohini Sivashankaralingeswara Prasad | Telugu   |                                                             |
| 1951 | Bahar               | Lata                                 | Hindi    |                                                             |
| 1954 | Nagin               | Mala                                 | Hindi    |                                                             |
| 1955 | Devdas              | Chandramukhi                         | Hindi    | Filmfare Award for Best Supporting Actress                  |
| 1956 | New Delhi           | Janaki Subramaniam                   | Hindi    |                                                             |
| 1957 | Naya Daur           | Rajni                                | Hindi    |                                                             |
| 1957 | Kathputli           | Pushpa                               | Hindi    |                                                             |
| 1957 | Aasha               | Nirmala                              | Hindi    |                                                             |
| 1958 | Sadhna              | Champabai                            | Hindi    | Filmfare Award for Best Actress                             |
| 1958 | Vanjikottai Valiban | Mandakini                            | Tamil    |                                                             |
| 1958 | Madhumati           | Madhumati / Madhavi / Radha          | Hindi    | Nominada—Filmfare Award for Best Actress                    |
| 1959 | Paigham             | Manju                                | Hindi    |                                                             |
| 1960 | Parthiban Kanavu    | Kundhavi                             | Tamil    |                                                             |
| 1960 | Irumbu Thirai       | Manju                                | Tamil    |                                                             |
| 1960 | Baghdad Thirudan    | Zarina                               | Tamil    |                                                             |
| 1961 | Then Nilavu         | Shanthi                              | Tamil    |                                                             |
| 1961 | Gunga Jumna         | Dhanno                               | Hindi    | Filmfare Award for Best Actress BFJA Award por Mejor Actriz |
| 1964 | Sangam              | Radha                                | Hindi    | Filmfare Award for Best Actress                             |
| 1964 | Leader              | Princess Sunita                      | Hindi    |                                                             |
| 1966 | Amrapali            | Amrapali                             | Hindi    |                                                             |
| 1966 | Suraj               | Princess Anuradha Singh              | Hindi    |                                                             |
| 1967 | Hatey Bazarey       | Chhipli                              | Bengalí  |                                                             |
| 1967 | Jewel Thief         | Shalini Singh / Shalu                | Hindi    |                                                             |
| 1968 | Sunghursh           | Munni / Laila-E-Aasmaan              | Hindi    | BFJA Award por Mejor Actriz                                 |
| 1969 | Prince              | Princess Amrita                      | Hindi    |                                                             |